# San-Lorenzo
 San-Lorenzo  là một xã ở tỉnh Haute-Corse trên đảo Corse, Pháp. Xã này có diện tích 10,15 km², dân số năm 1999 là 106 người. Khu vực này có độ cao trung bình 700 mét trên mực nước biển.